# Мексичка висораван
Мексичка висораван или Мексички алтиплан (шп. Altiplanicie Mexicana) је пространа полупустињска до пустињаска висораван у централном делу Мексика. Простире се између границе са САД на северу и Трансмексичког вулканског појаса на југу, те Западне и Источне Сијера Мадре на западу и истоку. Овако ограничена територија обухвата површину од нешто преко 600.000 км² и највећа је то географска регија Мексика. Од севера ка југу протеже се у дужини од 1.532 км, односно 352 км од запада ка истоку. Висораван се налази на просечној надморској висини од 1.825 метара. 
Висораван је нижим планинским ланцем Сијерас Трансверсалес подељена на две мање целине. Северни део (Mesa del Norte) је нешто нижи и сушнији за разлику од централног дела (Mesa Central).
У вегетацијском погледу Мексичка висораван је углавном под полупустињском ксерофитном вегетацијом у нижим и равнијим деловима, док су планински обронци под шумама храста и бора.

## Меса дел норте
Северни део висоравни протеже се од Рио Грандеа ка југ кроз државе Чивава, Коавила, Дуранго, Закатекас и Сан Луис Потоси. Просечна надморска висина овог дела висоравни је око 1.100 м. Овај део висоравни испресецан је бројним узвишењима и депресијама од којих је највећа ендореични басен Болсон де Мапими. Северни део висоравни одводњава се преко реке Рио Кончос, највеће десне притоке Рио Грандеа, док је главни речни ток југоисточног дела Рио Пануко. Обе реке припадају сливу Мексичког залива. Цео северни део висоравни је уједно и део велике пустиње Чивава

## Меса централ
Меса централ или јужни плато је знатно виши и влажнији део висоравни просечне надморске висине око 2.000 метара. У овом делу налазе се бројне долине настале на местима некадашњих језера од којих је највећа Мексичка долина. Простире се преко територија држава Агваскалијентес, Халиско, Гванахуато, Керетаро, Мексико и Идалго.
Овде се налазе и неки од највећих мексичких градова, укључујући и главни град Мексико Сити и Гвадалахару. 
Најважнији хидрографски објекат овог дела земље је река Рио Гранде де Сантијаго са својим притокама која тече ка Пацифику.